# TAM – Transporte Aéreo Militar
TAM – Transporte Aéreo Militar war eine bolivianische Fluggesellschaft mit Sitz in La Paz, Bolivien und auf dem Flughafen La Paz-El Alto.
Sie war ein Zweig der bolivianischen Luftwaffe, deren Flugzeuge als zivile Fluggesellschaft jedoch teilweise auch für militärische Transportzwecke von Fracht und Personal eingesetzt wurden.

## Geschichte
TAM – Transporte Aéreo Militar nahm den Flugbetrieb am 15. Juni 1945 auf.
Die Gesellschaft sollte sich dem Transport von Passagieren in die entlegensten Regionen Boliviens und ländliche Gemeinden widmen, die von anderen Fluggesellschaften nicht angeflogen wurden, da dies wirtschaftlich nicht sonderlich rentabel war. Von einigen Ausnahmen abgesehen war TAM, bis auf die letzten Jahre, in der Tat für sehr viele Gebiete, Städte und Flugplätze die einzige Gesellschaft, die mehr oder weniger regelmäßige Flüge durchführte.
Außerdem bot TAM auch Charterflüge an. Mit ihrer zivilrechtlichen Zertifizierung als Fluggesellschaft konnte sie innerhalb Boliviens und, mit Sondergenehmigungen, auch im Ausland kommerziell fliegen.
Der Betrieb wurde mit einer rasch wachsenden Zahl gebrauchter Douglas DC-3 / C-47 aus US-Beständen aufgenommen. Insgesamt betrieb TAM 41 Exemplare, wovon jedoch selten mehr als 10 gleichzeitig einsatzfähig waren. Außerdem wurden zwischen 1950 und 1974 13 Stück im Einsatz zerstört.
Ab 1972 begann der Ankauf gebrauchter Convair CV-440 und deren Turboprop-Modifikation CV-580. Insgesamt wurden 15 Maschinen dieser beiden Typen beschafft und betrieben, von denen zwischen 1973 und 2005 allerdings 5 Exemplare durch Totalschäden verloren gingen. Die letzten Convairs standen sogar noch bei Betriebseinstellung zur Verfügung.

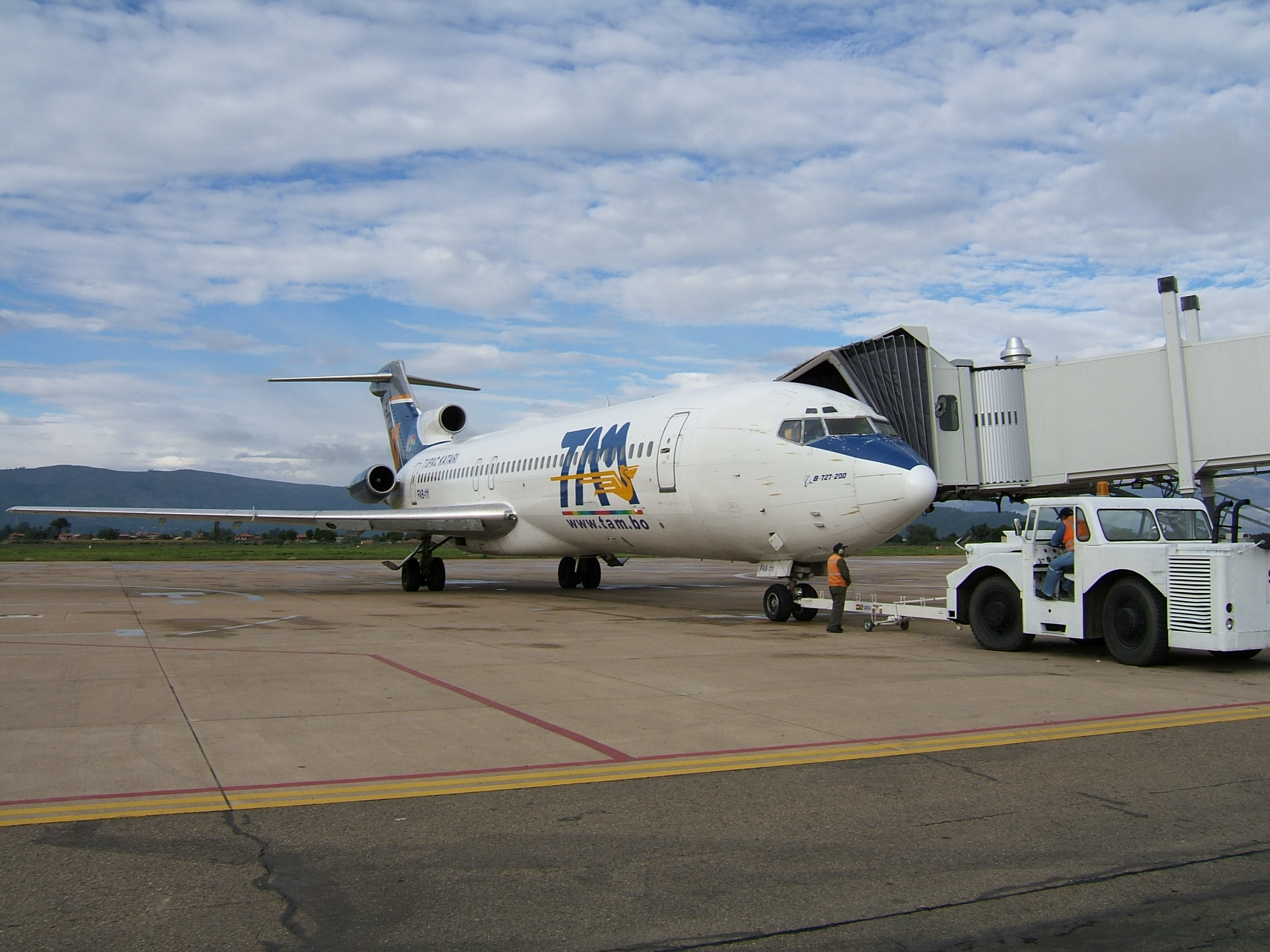
Boeing 727-200 der Transporte Aéreo Militar, Cochabamba 2014

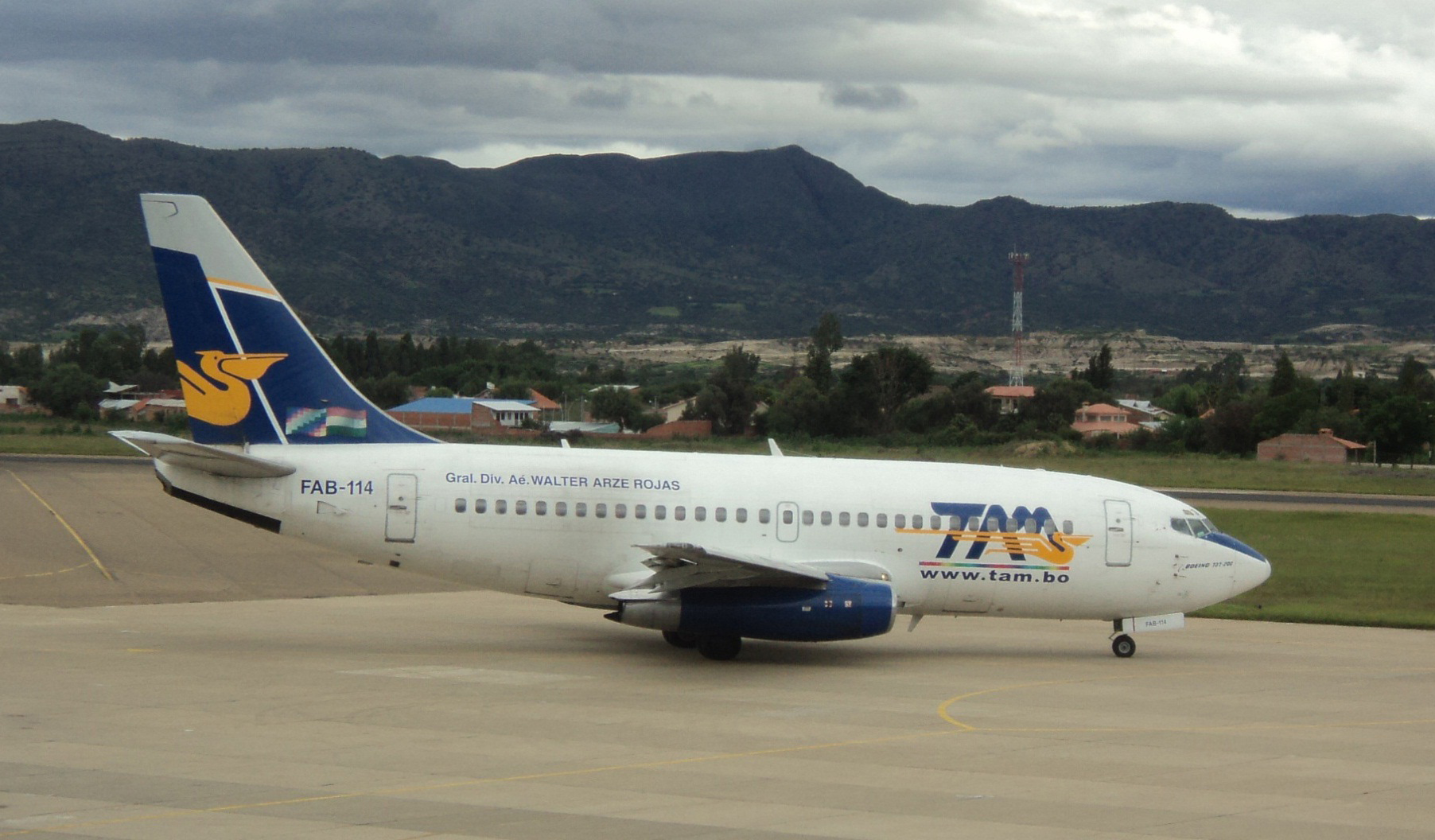
Boeing 737-200 der Transporte Aéreo Militar, 2014

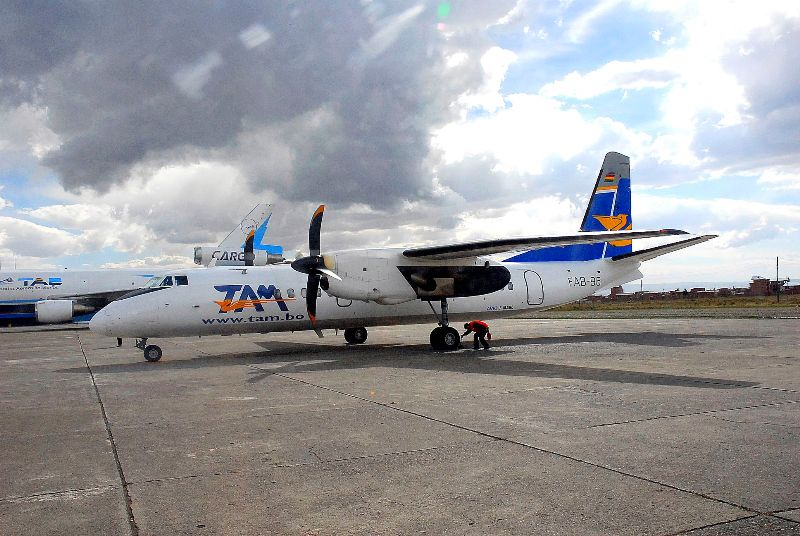
Xian MA60 der Transporte Aéreo Militar, 2008

Anfang 2008 wurden 2 Exemplare des chinesischen Typs Xian MA60 beschafft, die mit 60 Sitzen eingesetzt wurden.
Am 23. September 2019 wurde der Betrieb eingestellt.

## Flotte

### Flotte bei Betriebseinstellung
Zum Einsatzende 2019 betrieb TAM nur noch folgendes Flugzeug:
- 1 BAe 146-200A (Avro RJ85)
- 2 Convair CV-580 (dauerhaft geparkt)

### Zuvor eingesetzte Flugzeuge
Zuvor setzte TAM unter anderem auch folgende Flugzeugtypen ein:
- BAe 146-100 (Avro RJ70)
- Beechcraft Baron
- Beechcraft King Air
- Beechcraft 1900
- Boeing 727
- Boeing 737
- Canadair CL-66
- CASA C-212 Aviocar
- Convair CV-440
- Curtiss C-46
- Douglas DC-3
- Douglas DC-4
- Fokker F-27 Friendship
- IAI Arava
- Lockheed L-188 Electra
- Lockheed C-130 Hercules
- Xian MA60

## Zwischenfälle
- Am 21. Januar 1950 verunglückte eine Douglas DC-3/C-47 der TAM – Transporte Aéreo Militar (Luftfahrzeugkennzeichen TAM-10) bei schlechtem Wetter nahe Vacas (Bolivien), 60 Kilometer ostsüdöstlich des Zielflughafens Cochabamba. Alle 32 Insassen, vier Besatzungsmitglieder und 28 Passagiere, wurden getötet, ebenso wie eine Frau am Boden.[10]

- Am 21. Januar 1958 wurde eine Douglas DC-3 der TAM – Transporte Aéreo Militar (TAM-04) zwischen Tipuani (Bolivien) und dem 105 Kilometer entfernten La Paz gegen einen Berg geflogen. Bei diesem CFIT (Controlled flight into terrain) wurden alle 11 Insassen getötet, die vier Besatzungsmitglieder und 7 Passagiere.[11]

- Am 15. Oktober 1958 verunglückte eine DC-3/C-47A-DL der TAM – Transporte Aéreo Militar (TAM-03), die auf einem Charterflug auf dem Weg von der bolivianischen Militärbasis Fortín Campero (südlich von Bermejo) zum Flughafen Tarija war. Sie flog in der Nähe von Villamontes im Departamento Tarija in einen Berg. Alle 20 Insassen, davon 17 Passagiere und drei Crewmitglieder, kamen ums Leben.[12]

- Am 4. Juli 1966 verunglückte eine Douglas DC-3/C-47 der TAM – Transporte Aéreo Militar (TAM-07) auf dem Weg vom Flughafen Riberalta zum Flughafen Cobija am Río Orthon (Bolivien). Nähere Einzelheiten sind derzeit nicht verfügbar. Das Flugzeug wurde irreparabel beschädigt. Alle 13 Insassen kamen ums Leben.[13]

- Am 17. Februar 1971 kollidierte eine Curtiss C-46A-30-CU der TAM - Transporte Aéreo Militar (TAM-60) 12 Minuten nach dem Abflug vom Startflughafen La Paz-El Alto (Bolivien) mit dem Berg Cunatincuta. Die Maschine befand sich auf einem Flug zum Flugplatz San Borja. Alle 12 Insassen, vier Besatzungsmitglieder und 8 Passagiere, wurden getötet.[14]

- Am 21. Dezember 1973 streifte eine Convair CV-440 der TAM - Transporte Aéreo Militar (TAM-47) im Anflug auf den Flughafen Talara (Peru) Bäume und stürzte ab. Von den 9 Insassen wurden 6 getötet, ein Passagier und zwei Besatzungsmitglieder überlebten den Unfall.[15]

- Am 10. Januar 1974 verschwand eine Douglas DC-4 der TAM (TAM-52) auf dem Flug vom Flughafen La Paz-El Alto zum Flughafen Santa Rosa (Bolivien). Alle 24 Insassen, drei Besatzungsmitglieder und 21 Passagiere, blieben vermisst.[16]

- Am 27. Oktober 1975 wurde eine Convair CV-440 der TAM (TAM-44) nach dem Start vom Flugplatz in Tohomonoco bei Santa Ana de Mosetenes (Bolivien) in die Berge von Cerro Colorado geflogen. Der nur rund 150 km lange Flug sollte zum Flughafen La Paz-El Alto führen. Da die Maschine stark überladen war, gelang es nicht, über die Berge nordöstlich von La Paz zu steigen. Bei diesem CFIT (Controlled flight into terrain) wurden alle 67 Insassen getötet, vier Besatzungsmitglieder und 63 Passagiere. Es war der schwerste Unfall einer Convair CV-440 in ihrer über 65-jährigen Geschichte, gemessen an der Zahl der Todesopfer.[17]

- Am 2. März 1976 verunglückte eine IAI Arava 201 der TAM - Transporte Aéreo Militar (TAM-76) im Dschungel. Die Maschine befand sich auf einem Inlandsflug von Camiri (Bolivien) nach Itaguasurenda. Von den 22 Insassen kamen 19 ums Leben. Das Wrack wurde erst zwei Tage später gefunden.[18]

- Am 16. März 1977 wurde eine IAI Arava 201 der TAM - Transporte Aéreo Militar (TAM-77) an einem unbekannten Ort in Bolivien irreparabel beschädigt. Über Personenschäden ist nichts bekannt.[19]

- Am 24. Januar 1978 zwangen Triebwerksprobleme mit dem Motor Nr. 2 (rechts) an einer Convair CV-440 der TAM - Transporte Aéreo Militar (TAM-45) die Piloten, zum Startflugplatz San Ramón (Bolivien) umzukehren. Bei der Notlandung kam die Maschine von der Landebahn ab, geriet in einen Graben und wurde irreparabel beschädigt. Alle Insassen überlebten den Unfall, allerdings wurde eine Person am Boden getötet.[20]

- Am 22. Oktober 1984 wurde eine Convair CV-440 der TAM (TAM-46) bei einer Notlandung im Endanflug auf den Flughafen La Paz-El Alto (Bolivien) irreparabel beschädigt. Alle Besatzungsmitglieder, die einzigen Insassen auf dem Frachtflug, überlebten den Unfall.[21]

- Am 22. Januar 2002 fiel bei einer Fokker F-27-400M Friendship der TAM - Transporte Aéreo Militar (FAB-94) sieben Minuten nach dem Start das Triebwerk Nr. 1 (links) aus. Bei der Rückkehr zum Flughafen Guayaramerín (Bolivien) mussten der Anflug und die Notlandung mit nur einem funktionierenden Triebwerk durchgeführt werden. Bei der Landung überrollte das Flugzeug das Landebahnende, den Flughafenzaun und einen Graben. Das Bugfahrwerk brach zusammen, das rechte Hauptfahrwerk brach ebenso ab wie die rechte Tragfläche, wodurch die Maschine irreparabel beschädigt wurde. Alle 44 Insassen, vier Besatzungsmitglieder und 40 Passagiere, überlebten den Unfall.[22]

- Am 22. Februar 2005 entstanden bei einer Convair CV-580 der TAM (FAB-73) während des Starts vom Flughafen Trinidad (Bolivien) Triebwerksprobleme. Es kam zu einer Bruchlandung in schlammigem Gelände direkt nach dem Start. Das Flugzeug wurde zerstört. Alle 49 Insassen, vier Besatzungsmitglieder und 45 Passagiere, überlebten den Unfall.[23]

- Am 16. April 2006 geriet eine Fokker F-27-400M Friendship der TAM - Transporte Aéreo Militar (FAB-91) bei der Landung auf dem Flughafen Guayaramerín (Bolivien) bei Regenwetter von der Landebahn ab. Dabei wurden Fahrwerk und Tragflächen derart in Mitleidenschaft gezogen, dass die Maschine irreparabel beschädigt wurde. Eine 80-jährige Frau starb an einem Herzanfall; die anderen 30 Insassen blieben unbeschadet.[24]

- Am 23. Juli 2008 musste eine Fokker F-27-400M Friendship der TAM - Transporte Aéreo Militar (FAB-92) während eines Inlandsfluges aufgrund von Problemen mit dem Triebwerk Nr. 1 (links) auf einer Straße nahe der Estancia Esperanza im Departamento Beni (Bolivien) notgelandet werden. Das Flugzeug wurde irreparabel beschädigt. Alle 37 Insassen, fünf Besatzungsmitglieder und 32 Passagiere, überlebten.[25]